# David Martinelli
David Martinelli (Pontedera, 27 aprile 1971) è un giocatore di biliardo italiano.
Martinelli inizia a giocare a biliardo alla tenera età di 6 anni grazie agli insegnamenti del padre Mauro, discreto giocatore di prima categoria.
Ha trionfato i tutti i principali tornei a livello mondiale, senza mai riuscire ad imporsi nel campionato italiano, dove ha raggiunto solo una volta la finale, poi persa per 4-1.

## Palmarès
I principali risultati
- 1996 Campione World Cup Pro 5 Birilli (Saint-Vincent) (da non confondere con il campionato del mondo che per altro egli stesso vincerà nel 1998)
- 1997 Campionato Europeo 5 Birilli (Milano)
- 1998 Campionato Mondiale 5 Birilli (Ferrara)
- 2004 Campione italiano a Squadre (Saint-Vincent)
- 2006 Campionato Europeo per Nazioni a Squadre (Canegrate)
- 2009 Campione italiano Aics (Altavilla Vicentina)
- 2012 Campionato italiano a Squadre  (Saint-Vincent)
- 2013 Campionato europeo per nazioni a Squadre
- 2013 Campionato italiano a Squadre  (Saint-Vincent)
- 2014 Campionato italiano a Squadre  (Saint-Vincent)
- 2018 Gran premio di goriziana (Saint-Vincent)

## BTP
Vittorie complessive nel circuito 
- 1 Stagione 2002/2003 (Milano)
- 2 Stagione 2004/2005 (Milano)
- 3 Stagione 2012/2013 (Mantova)
- 4 Stagione 2014/2015 (Varese)
- 5 Stagione 2016/2017 (Sant'Antonino di Susa) trofeo Nazionali